# Austrodolichos errabundus
Austrodolichos errabundus là một loài thực vật có hoa trong họ Đậu. Loài này được (M.B.Scott) Verdc. miêu tả khoa học đầu tiên.